# جسپال بهتی
جسپال بهتی (پنجابی: ਜਸਪਾਲ ਭੱਟੀ، هندی: जसपाल भट्टी، انگلیسی: Jaspal Bhatti؛ زاده ۳ مارس ۱۹۵۵-درگذشته ۲۵ اکتبر ۲۰۱۲) بازیگر هندی بود.
از فیلم‌هایی که وی در آن نقش داشته‌است می‌توان به فنا اشاره کرد.

## فیلم‌شناسی
فهرست برخی از فیلم‌هایی که جسپال بهتی در آنها به ایفای نقش پرداخته‌است:
- فنا
- فشنگ
- خمیر
- قدرت
- جلوه عشق
- قلبم با توست
- بیا برگردیم
- جان من قبول کن
- بیا چیزی شیرین داشته باشیم
- مرد شماره یک
- به من قسم بخور